# Cimetière militaire allemand de Loivre
Le  cimetière allemand de Loivre   est une nécropole  située sur le territoire de la commune française de Loivre, dans la Marne qui regroupe les tombes d'Allemands tombés lors de la Première Guerre mondiale.